# 聖約翰斯維爾 (紐約州)
聖約翰斯維爾（英語：St. Johnsville）是一個位於美國紐約州蒙哥馬利縣的鎮。

## 人口
根據2020年美國人口普查的數據，聖約翰斯維爾的面積為44.96平方千米，當中陸地面積為43.62平方千米，而水域面積為1.34平方千米。當地共有人口2598人，而人口密度為每平方千米58人。